# Customized Warfare
Customized Warfare — дебютный студийный альбом швейцарской группы Mumakil, вышедший 30 октября 2006 года на лейбле Overcome Records.

## Об альбоме
Customized Warfare записывался в домашней студии Джерома, гитариста Mumakil, с января по март 2006 года. Джером также занимался микшированием альбома в апреле. Для мастеринга альбом был отправлен в Cutting Room Томасу Эбергеру.
В альбом вошло 32 песни, название каждой из них является её порядковым номером.

## Список композиций
1. I — 01:04
2. II — 01:09
3. III — 01:08
4. IV — 01:09
5. V — 00:43
6. VI — 00:51
7. VII — 00:57
8. VIII — 01:06
9. IX — 00:45
10. X — 01:11
11. XI — 01:21
12. XII — 01:35
13. XII — 00:47
14. XIV — 01:39
15. XV — 02:28
16. XVI — 01:21
17. XVII — 01:13
18. XVIII — 00:44
19. XIX — 01:02
20. XX — 01:13
21. XXI — 00:59
22. XXII — 02:04
23. XXIII — 00:49
24. XXIV — 00:55
25. XXV — 01:42
26. XXVI — 01:09
27. XXVII — 00:50
28. XXVIII — 01:38
29. XXIX — 00:56
30. XXX — 01:27
31. XXXI — 00:55
32. XXXII — 00:11